# Niels Geuking
Niels Geuking (ur. 17 listopada 1992 w m. Coesfeld) – niemiecki polityk i samorządowiec, działacz Niemieckiej Partii Rodzin, deputowany do Parlamentu Europejskiego IX i X kadencji.

## Życiorys
Studiował nauki prawne. Zaangażował się w działalność polityczną w ramach Niemieckiej Partii Rodzin, objął funkcję sekretarza tego ugrupowania. W 2021 zasiadł w radzie powiatu Coesfeld.
W wyborach w 2019 kandydował do Europarlamentu IX kadencji. Mandat eurodeputowanego objął w lutym 2024, zastępując swojego ojca Helmuta Geukinga. W tym samym roku utrzymał mandat poselski na kolejną kadencję PE (gdy jego ojciec przed jej rozpoczęciem zrezygnował z jego objęcia).